# La Zaïroise
La Zaïroise (Lo Zairese) fu l'inno nazionale dello Zaire (l'attuale Repubblica Democratica del Congo) dal 1971 al 1997, quando fu sostituita dal Debout Congolais. Il compositore dell'inno era Simon-Pierre Boka Di Mpasi Londi e il testo era scritto da Joseph Lutumba.

## Testo in lingua francese
Zaïrois dans la paix retrouvée,
Peuple uni, nous sommes Zaïrois
En avant fier et plein de dignité
Peuple grand, peuple libre à jamais

Tricolore, enflamme nous du feu sacré
Pour bâtir notre pays toujours plus beau
Autour d'un fleuve Majesté (2×)

Tricolore au vent, ravive l'idéal
Qui nous relie aux aïeux, à nos enfants
Paix, justice et travail. (2×)

## Testo in lingua italiana
Zairesi nella pace ritrovata,
Popolo unito, noi siamo zairesi
Avanti orgogliosi e pieni di dignità
Grande popolo, popolo libero per sempre

Tricolore, illuminaci con il fuoco sacro
Per costruire il nostro paese sempre più bello
Intorno a un fiume maestoso (×2)

Tricolore al vento, ravviva l'ideale
Che ci collega ai nostri antenati, ai nostri figli
Pace, giustizia e lavoro (×2).